# Goliath
«Goliath» — німецька автомобільна компанія, яка раніше була частиною Borgwarg. Goliath також випускала триколісні машини та вантажівки і прості легкові машини.

## Історія

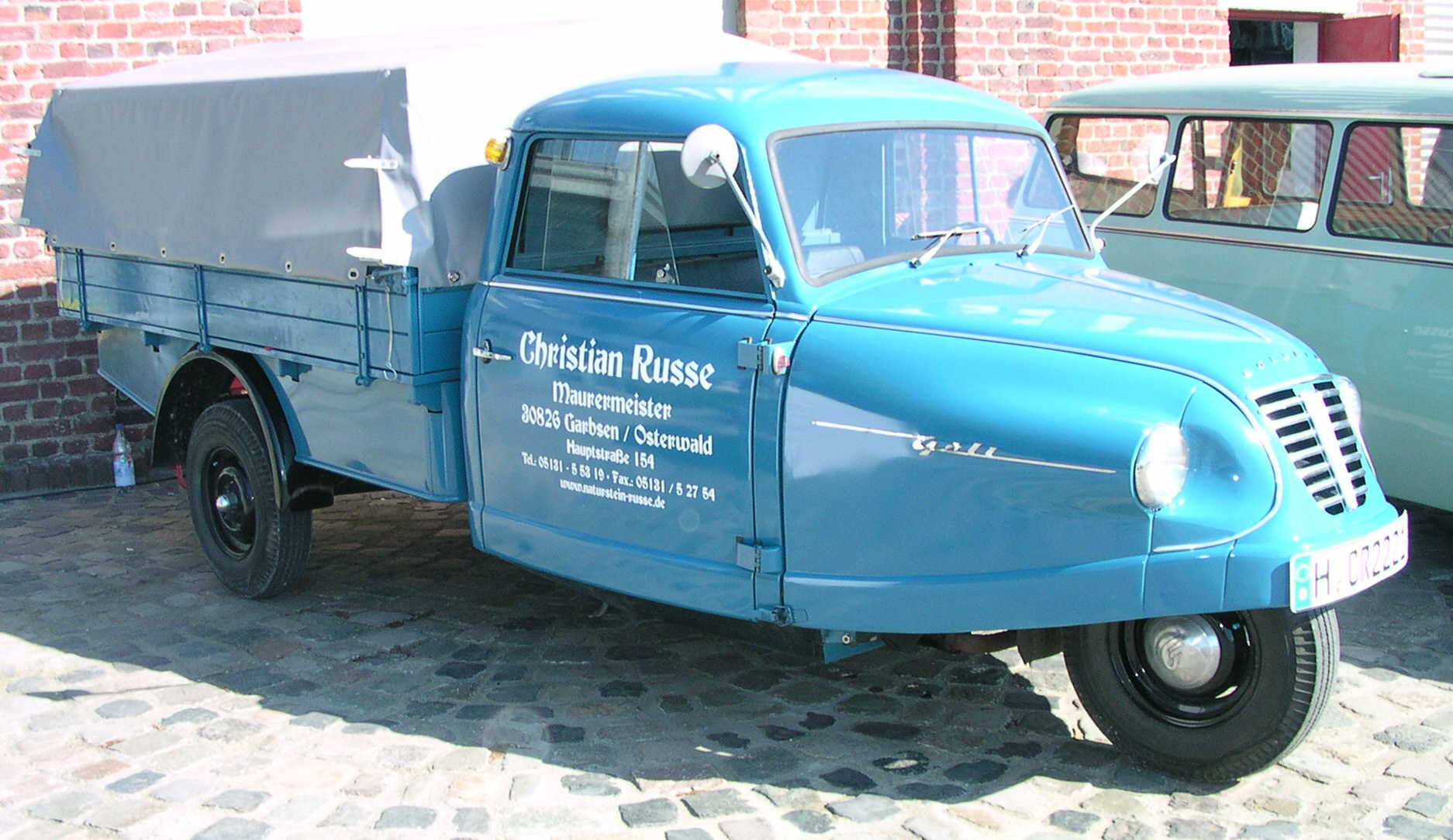
Goliath Dreirad

Компанію заснували Карл Боргвард та Вільгельм Текленбург в 1928 році. Першим автомобілем компанії став Goliath Pionier 1931 року випуску, що мав 3 колеса та одноциліндровий двигун. Також, пізніше на світ з'явилися моделі Goliath Dreired та Goliath GP700.

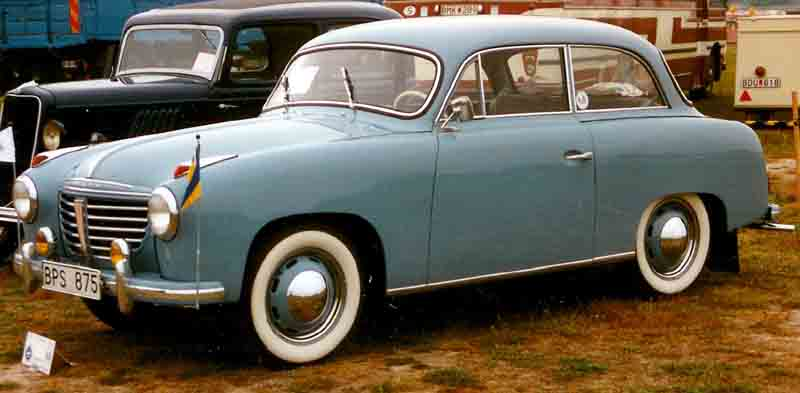
Goliath GP 700